# I gemelli Fahrenheit
I gemelli Fahrenheit (The Fahrenheit Twins) è una raccolta di racconti dello scrittore olandese Michel Faber. Il volume si compone di 17 racconti, il primo dei quali, Casa sicura, ha ottenuto un riconoscimento al Premio nazionale del racconto breve della BBC nel 2005. 

## Trama dei racconti

### Il ritorno di Andy
Andy, un uomo che è finito in coma dopo aver contratto una rara malattia, si sveglia all'improvviso dopo cinque anni. La moglie non sembra molto contenta di questo risveglio, così inopportuno per lei dopo che si è abituata ad una vita come mamma e donna single. Dopo due giorni Andy viene rispedito a casa, dove ha l'occasione di rivedere i suoi due figli, ormai avvezzi all'assenza della figura paterna. Anche i due bambini non sembrano né entusiasti né sconvolti dalla guarigione “miracolosa”, il più piccolo sembra solo vagamente interessato a Andy. Una volta a letto, Andy e la moglie si comportano come due estranei, cioè quello che effettivamente sono diventati dopo cinque anni di distacco completo tra di loro. Andy decide, con gran sollievo di entrambi, di evitare di fare l'amore con la moglie. In piena notte Andy, con addosso solo il pigiama, la vestaglia e le ciabatte, esce di casa, senza portarsi dietro niente, e si allontana da quel luogo ormai divenuto estraneo, chiedendosi se avrebbe mai ritrovato la strada del ritorno. 

### Gli occhi dell'anima
Jeanette, una mamma single, abita con il figlio Tim a Rusborough. Il panorama che vede dalla finestra è desolante; il quartiere è pieno di ragazzi violenti, pericoli, droghe. Un giorno a casa della donna si presenta una rappresentante della ditta CAMBIA VISUALE, che offre un'alternativa alle finestre. Jeanette all'inizio non vorrebbe far entrare la donna, visto che non si fida delle ditte di finestre e dei loro costi. La rappresentante comunque riesce a farsi aprire la porta. La donna chiede a Jeanette se le piace il panorama che vede dalla finestra e se non preferisse vederne uno differente, affermando poi che le finestre sono gli occhi dell'anima. Jeanette sentendo queste parole comincia ad essere sempre più diffidente sulle reali intenzione della rappresentante, che a quel punto decide di scoprire le sue carte. Fa installare dal tecnico che è con lei uno schermo, posizionandolo a ridosso della finestra, poi consegna il telecomando a Jeanette, che lo accende. Dalla finestra adesso Jeanette vede un giardino di campagna, pieno di verde e di pace, con addirittura dei passerotti. La rappresentante spiega a Jeanette che quello che sta vedendo non è un video, è un programma satellitare che riprende un parco nel Rochester. Jeanette, talmente affascinata da quel nuovo magico panorama da volerlo a tutti i costi, decide di comprarlo, rassicurata dalle affermazioni della piazzista sull'integrità a prova di teppisti dello schermo. Quanto il piccolo Tim torna a casa, trova la mamma che piange e ride insieme, talmente felice della novità che ha acquistato, che gliela mostra tutta contenta.

### Nuotatori veri
Gail e suo figlio Ant, accompagnati dall'assistente sociale, si recano in piscina per uno dei loro incontri. A Gail infatti il piccolo Ant era stato tolto poco dopo la nascita, a causa della tossicodipendenza della giovane. I precedenti incontri tra i due non sono andati molto bene, infatti c'è sempre una cortina di imbarazzo che li divide. Gail ed Ant si ritrovano in acqua, in mezzo agli altri nuotatori veri che affollano la piscina, e come per magia madre e figlio riescono a stabilire un contatto, cominciando a giocare insieme. Gail è felicissima di questa improvvisa intimità, ma proprio in quel momento comincia ad avvertire dei dolori al basso ventre che la costringono ad uscire dall'acqua per precipitarsi in bagno. Una volta di ritorno alla vasca, con orrore Gail si accorge che suo figlio non si scorge più, e teme una disgrazia, che si era già immaginata ad occhi aperti mentre si trovava nel bagno degli spogliatoi. Gail si sente toccare la spalla, si volta ed ecco Ant, già vestito di tutto punto, pronto per andare via. La ragazza sollevata lo prende in braccio, e si rende conto che l'intrusione nella sua intimità operata dal bambino è qualcosa di talmente forte che ha bisogno di restarsene un po' sola. Peccato però che Ant chieda alla mamma: "E adesso cosa facciamo?"

### La spiegazione del cocco
Al Magdalaya Hotel, un albergo di Giacarta, si stanno riunendo numerosi uomini ricchi e importanti, venuti lì da tutto il mondo, per assistere alla presentazione di Miss Soedhono. La sala conferenze dell'hotel è piena, tutti i ricchi manager sono in religioso silenzio, mentre attendono l'arrivo di Miss Soedhono. La donna arriva, e comincia a spiegare dettagliatamente la fisiologia del cocco, in special modo di una particolare varietà da lei creata, usando molti termini e descrizioni tecniche, al limite del comprensibile per i non addetti. Gli uomini reagiscono quasi esageratamente alle sue parole, cominciando a sudare, ad accaldarsi, come in preda ad un'esaltazione sessuale. L'acme della presentazione è quando Miss Soedhono, dopo aver spaccato in due una noce di cocco, riunendo le due parti se la porta alla bocca, e ne ingoia il liquido bianco all'interno. Gli uomini d'affari davanti a questa scena esplodono mugulando, piagnucolando, ognuno secondo la sua natura. Miss Soedhono congeda i suoi ospiti ricordando loro che il prossimo incontro avverrà l'anno dopo. A migliaia e migliaia di chilometri di distanza un uomo, che non ha potuto partecipare all'evento, si mangia le mani pensando che dovrà attendere altri 365 giorni.

### Finezza
Il dittatore di un non meglio precisato Paese dell'America Latina scopre di avere un cancro ed ordina al suo medico di trovargli un dottore che riesca a salvargli la vita tramite un intervento. Il medico informa il dittatore che l'unica persona papabile per questo lavoro è la signora Sampras, che ufficialmente ha disertato il suo Paese scappando in America diversi anni prima, ma che in realtà è stata spedita in un campo di concentramento dal dittatore stesso, che si era poi scordato di averlo fatto. Il dittatore riesce a farsi portare la signora Sampras, che arriva così al cospetto dell'uomo che l'ha divisa da suo marito e da suoi figli. Il dittatore le fa vedere le radiografie del torace, chiedendo alla donna se sarà capace di eseguire l'operazione. La donna afferma di sì, poi ricorda all'uomo che vuole vedere le fotografie dei suoi figli. Il dittatore l'accontenta alcuni giorni dopo, mostrando alla donna le foto dei figli ormai cresciuti e del marito. Il giorno dell'operazione, il dittatore mostra alla signora Sampras da una finestra l'arrivo al palazzo presidenziale della figlia della donna. Il dittatore spiega all'attonita signora Sampras che la ragazza è lì per incontrarsi con lei, dopo la buona riuscita dell'intervento. Dopo essere stato anestetizzato, sul tavolo operatorio, il dittatore comincia a dire alla signora Sampras quello che sarebbe successo se lui fosse morto durante l'intervento, ma la donna lo ferma, dicendogli che non deve preoccuparsi di queste cose, e che hanno una lunga notte da trascorrere.

### La carne resta carne
Ashton Allan Clarke, il proprietario della conceria che dà lavoro a tutta Altchester, ha creato in una stanza della sua magione L'Arca di Noè, in cui raccoglie alcuni animali imbalsamati, ma non le solite volpi o uccelli, bensì una mucca, un toro, delle pecore, un cane, in modo da riprodurre una scena di vita campestre. Clarke manda a chiamare Mr Hirsch, il tassidermista del paese che si è occupato di tutti quegli animali, per mostrargli che le mosche hanno depositato le larve in alcuni orifizi delle bestie imbalsamate. Il tutto però sembra solo un pretesto per la reale motivazione della convocazione: Clarke ha trovato (almeno così afferma lui, in realtà più tardi si scopre che la ragazza l'ha uccisa lui stesso) il corpo esanime di una fanciulla, e vorrebbe che Mr Hirsch la imbalsamasse. Il tassidermista resta comprensibilmente attonito di fronte a questa richiesta, e cerca di far ragionare Clarke, facendogli capire che la giovane ha dei parenti che vorranno sicuramente il loro corpo per poterlo seppellire degnamente. Mr Clarke però, ormai fuori di sé, comincia ad urlare che la ragazza ormai non ha quasi più valore, è solo carne, e che deve essere lavorata subito, offrendo a Hirsch un sacco di soldi se accetta il lavoro. Mr Hirsch, con in mano una siringa piena di formaldeide usata poco prima per “curare” le bestie infestate dai parassiti, si avventa su Mr Clarke e lo colpisce al cuore. Mr Clarke però non è morto, infatti dopo qualche tempo rinviene e si mette subito alla ricerca di Mr Hirsch, che si è portato via il cadavere della giovane, temendo infatti che vada a raccontare tutto alla polizia. Clarke, una volta dentro la carrozza, comincia a vedere delle mani che si strusciano al finestrino. Clarke pensa che siano i suoi operai che cercano di bloccarlo, fino a quando non vede una faccia: quella di una ragazza giovane (forse la stessa da lui uccisa); l'uomo allora, con in mano un coltello, si scaglia fuori dalla carrozza. Qualcuno lo afferra per la barba e lo trascina nel fiume. Il vetturino che guidava la carrozza di Mr Clarke affermerà poi che l'uomo, forse in preda ai deliri provocati dalle esalazioni venefiche che lui stesso emanava, si è buttato giù dalla vettura finendo così dritto dentro l'acqua. Il corpo di Clarke, finito dentro l'imboccatura di un grosso tubo di ghisa, col passare degli anni si trasforma in una creatura dalle sembianze delle più strane possibile: una lontra. Quello strano corpo rimane visibile al museo di storia naturale fino a quando, come per una strana legge del contrappasso, lo stato di conservazione non viene mantenuto in modo ottimale e la decomposizione fa il suo corso.

### Men che perfetto
Lachlan, un ragazzo di 18 anni, fa il vigilante in un supermercato. Tutti i giorni, munito di carrello, finge di essere un cliente e si aggira nelle corsie alla ricerca dei possibili taccheggiatori. Mrs Weymouth, la responsabile del negozio, lo ferma per dirgli che a furia di gettare frutta, verdura e altri cibi nel carrello per fingere di essere un cliente qualsiasi, sta rovinando tutti i prodotti. Lachlan, dopo questo rimprovero, immagina di sparare all'arcigna Mrs Weymouth, mentre in realtà accetta passivamente la sfuriata e se ne va. Lachlan continua a tenere d'occhio le persone dentro il supermercato, e si accorge di una giovane che si infila un semifreddo dentro i pantaloni. Il sorvegliante a questo punto ha un'altra visione: si immagina condurre la giovane in una stanzetta seminascosta e avere un rapporto sessuale con lei dopo averla minacciata di chiamare la polizia. Nella realtà, Lachlan si avvicina alla giovane che, vistasi scoperta, riconsegna al giovane la confezione del semifreddo, tutta deformata. Lachlan la informa che comunque dovrà essere avvertita la polizia, che non può fare una deroga. La ragazza riesce a convincere Lachlan a lasciar perdere promettendogli di copulare con lui. Per vincere le ultime resistenze del ragazzo, la giovane gli mette in mano il suo portachiavi, dicendo che fra tutte le chiavi c'è anche quella della sua bicicletta, e gli indica una bici nel parcheggio del supermercato, affermando che non può andarsene senza di quella. Dopo la chiusura, Lachlan esce, convinto di trovare la ragazza ad aspettarlo, e invece si rende conto di essere stato beffato. La bicicletta non è della ragazza infatti, e mentre Lachlan cerca di prenderla per portarsela via, come ripicca per lo scherzetto subito, si fa avanti il legittimo proprietario. Lachlan scappa e raggiunge la sua auto, nuova fiammante e superaccessoriata, e nota sulla fiancata, incisa profondamente, la scritta: MEZZASEGA. Lachlan si chiede se la ragazza sia ancora nei paraggi, nascosta in attesa di poter andare a recuperare il suo mazzo di chiavi, caduto al ragazzo mentre armeggiava con la bicicletta, poi però preferisce andarsene. Mentre Lachlan si guarda allo specchietto, scopriamo una sua caratteristica inaspettata: il labbro leporino.

### Un buco con due estremità
Sandra e Neil stanno tornando a casa dopo aver avuto un colloquio lavorativo infruttuoso. La coppia vive nel Loch Eye, pur non essendo nativi del luogo, e possiede un'azienda, la Loch Eye Pottery, i cui dipendenti dipingono su tazze e piatti i disegni fatti da Sandra. Mentre i due sono in macchina e stanno parlando animatamente, Neil investe un animale, forse un gatto selvatico. L'uomo è convinto di averlo ucciso, mentre Sandra afferma di averlo visto scappare via, e vuole ritrovarlo a tutti i costi, forse per curarlo. I due così si avventurano nella boscaglia alla ricerca dell'animale, anche se Neil è contrario, visto che si è ricordato di aver lasciato la macchina nel mezzo di strada, a luci spente. La coppia si ritrova in un terreno disseminato di buche di conigli, e capisce che il gatto si è avventurato dentro una di queste. Così, Sandra ad una estremità e Neil all'altra, i due cominciano, con dei bastoni, a spaventare l'animale in modo da farlo uscire. Sandra è sempre più ossessionata dall'idea che deve salvare in tutti i modi il gatto, allora comincia a scavare attorno alla buca, seguita dal marito, a mani nude. Quando il gatto rimane allo scoperto, Neil cerca di afferrarlo per la coda, provocando l'ira dell'animale che lo ferisce gravemente al braccio. Anche Sandra viene colpita dalla furia del gatto, che le pianta gli artigli nel petto. Incurante di tutto, anche del dolore, Sandra incita Neil a non fermarsi, anche dopo aver sentito i rumori di una macchina che impatta contro la loro. Dopo che la donna si è inoltrata nel buio, alla ricerca del gatto, Neil la segue, ormai rassegnato.

### Un gesto di poco conto
Christine è una giovane madre che la depressione post partum sta annientando. Il marito sembra non accorgersi di nulla e nemmeno la polizia, da lei interpellata, dà peso alle sofferenze della donna. Un piccolo incidente in cui il figlioletto si rompe un braccio non sarà che il primo evento della sistematica distruzione del bambino.

### Tutto nero
Un uomo sta riaccompagnando la figlia a casa della ex moglie da cui si è separato a causa di un nuovo amore. La bambina per la prima volta aveva visto l'amante del padre, un commediografo nero di nome John.

### Il topo
Manny è appassionato di un videogioco molto realistico; quando gli piomba in casa una giovane vicina di casa si ritrova a dover aiutarla a far sloggiare un topo insolente da casa.

## Edizioni
- Michel Faber, I gemelli Fahrenheit, traduzione di Giovanna Granato, Einaudi, 2005,  p. 256, ISBN 88-06-17965-9.